# Купури
Купури — река в Амурской области России, левый приток Зеи.
Длина — 162 км, площадь водосборного бассейна — 4620 км².
Исток реки находится на южном склоне Джугдырского хребта. Протекает в юго-западном направлении по территории Зейского района. Впадает в Зею в 1073 км от её устья.
В среднем течении ширина реки составляет 40—55 метров, глубина — 0,6—1,8 м, скорость течения — 1,0 м/с. В нижнем течении ширина — около 90 м, глубина — 0,8 м, скорость течения — 1,3 м/с, дно твёрдое.

## Происхождение названия
Существует большое количество толкований названия реки с эвенкийского языка: купур — место, со всех сторон окруженное скалами, душное; или от капуля-мосиги — лесная чаща; купури — зимние меховые унты; вдоль берегов реки проходили зимние караванные пути эвенков, где оставались следы от данного вида обуви.

## Данные водного реестра
- Бассейновый округ — Амурский[2]
- Речной бассейн — Амур[2]
- Речной подбассейн — Зея[2]
- Водохозяйственный участок — Зея от истока до Зейского гидроузла[2]

## Притоки
(указано расстояние от устья)
- 9 км: река Бираякан (лв)
- 20 км: река Кинлянджак (лв)
- 40 км: река Карандаш (пр)
- 55 км: река Эннакатыжак (лв)
- 56 км: река Луча (лв)
- 67 км: река Карурак (пр)
- 84 км: река Байбал (пр)
- 88 км: река Дулишма (пр)
- 90 км: река Чугулай (пр)
- 102 км: река Малые Инагли (лв)
- 110 км: река Большие Инагли (лв)
- 110 км: река Пакчи (пр)
- 117 км: река Сололи (пр)
- 122 км: река Колорок (лв)
- 132 км: река Чагай (лв)
- 136 км: река Ноль (лв)
- 142 км: река Амнус (лв)